# 크리스티안 4세
크리스티안 4세(덴마크어: Christian IV, 노르웨이어: Christian IV, 1577년 4월 12일 ~ 1648년 2월 28일)는 덴마크의 국왕이자 노르웨이의 국왕(재위: 1588년 4월 4일 ~ 1648년 2월 28일)이다.

## 생애
힐레뢰드에 위치한 프레데릭스보르 성에서 프레데리크 2세 국왕과 그의 아내인 메클렌부르크의 조피의 셋째 아들로 태어났다. 1588년 프레데리크 2세 국왕이 사망하면서 덴마크의 국왕으로 즉위했다. 즉위 당시에는 나이가 어렸기 때문에 추밀원이 국정을 수행했다. 1596년 8월 29일 코펜하겐 성당에서 대관식을 거행하면서 친정을 시작했다.
친정 시작과 함께 국방 개혁, 경제 개혁에 착수했다. 특히 유럽에서 널리 시행되고 있던 중상주의 정책을 도입하면서 덴마크의 해외 교역을 확대했다. 1616년에는 덴마크 동인도 회사의 설립을 승인했고 1620년에는 인도 남부 연안에 위치한 타랑감바디(Tarangamabadi)에 덴마크 최초의 식민지가 설립되었다.
크리스티안 4세는 네덜란드 출신 기술자의 지도를 통해 새로운 요새들을 건립했다. 덴마크 해군이 보유했던 함선은 1596년 당시에 22척에 불과했지만 1610년에는 60척으로 증가했다. 이 가운데 몇몇 함선들은 크리스티안 4세가 직접 디자인했다. 덴마크 육군은 주로 용병에 의존하는 경우가 많았는데 덴마크 왕실이 소유한 토지에서 징집한 병사들을 추가로 기용했다.
덴마크는 1611년부터 1613년까지 발트해의 지배권을 놓고 경쟁하고 있던 스웨덴과의 칼마르 전쟁을 치렀다. 칼마르 전쟁에서 승리한 덴마크는 1613년 1월 21일에 체결된 크네레드 조약에 따라 스웨덴의 구스타브 2세 아돌프 국왕으로부터 수많은 배상금을 획득하는 대신에 전쟁 기간 동안에 덴마크가 점령했던 토지를 스웨덴에게 반환하게 된다.
독일 북부에서 로마 가톨릭교회가 우위를 점하면서 덴마크에게는 큰 위협으로 작용했다. 30년 전쟁이 진행 중이던 1625년 5월 9일에는 자신이 지휘하는 덴마크 군대를 파견했지만 신성 로마 제국 군대에게 패배하고 만다. 덴마크는 강한 해군을 보유하고 있었기 때문에 큰 위기를 면했고 영토를 상실할 위기에서 벗어나게 된다. 1629년 5월 뤼베크에서 체결된 평화 조약에 따라 덴마크는 철수하게 된다.
1643년부터 1645년까지 일어난 토르스텐손 전쟁에서는 신성 로마 제국과의 동맹 관계를 수립했지만 스웨덴에게 패배하고 만다. 이를 계기로 덴마크는 발트 해에서의 세력을 상실하게 된다. 1648년 2월 28일 코펜하겐에 위치한 로센보르 성에서 사망했으며 그의 시신은 로스킬레 대성당에 안치되었다.

## 자녀
첫 번째 아내 브란덴부르크의 안나 카타리나와의 사이에서 6명의 자녀를 두었다.
- 프레데리크(1599)
- 크리스티안(1603~1647)
- 소피(1605)
- 엘리자베트(1606~1608)
- 프레데리크 3세(1609~1670)
- 울리크(1611~1633)

안나 카타리나와 사별한 뒤, 두 번째 아내 키르스텐 뭉크와 귀천상혼하여 이름이 알려지지 않은 두 명을 포함해 12명의 자녀를 두었다. 이 자녀들에게는 슐레스비히-홀슈타인 백작(또는 백작부인)의 칭호가 주어졌다.
- 안나 엘리자베트(1618~1633)
- 소피 엘리자베트(1619~1657)
- 레오노라 크리스티나(1621~1698)
- 발데마르 크리스티안(1622~1656)
- 엘리자베트 아우구스타(1623~1677)
- 프레데리크 크리스티안(1625~1627)
- 크리스티아네(1626~1670)
- 헤드빗(1626~1678)
- 마리아 카타리나(1628)
- 도로테아 엘리자베트(1629~1687)

이 외에도 세 명의 애인을 통해 다섯 명의 서자를 두었다.

## 참고 자료
- 이 문서에는 다음커뮤니케이션(현 카카오)에서 GFDL 또는 CC-SA 라이선스로 배포한 글로벌 세계대백과사전의 내용을 기초로 작성된 글이 포함되어 있습니다.